# Министериал

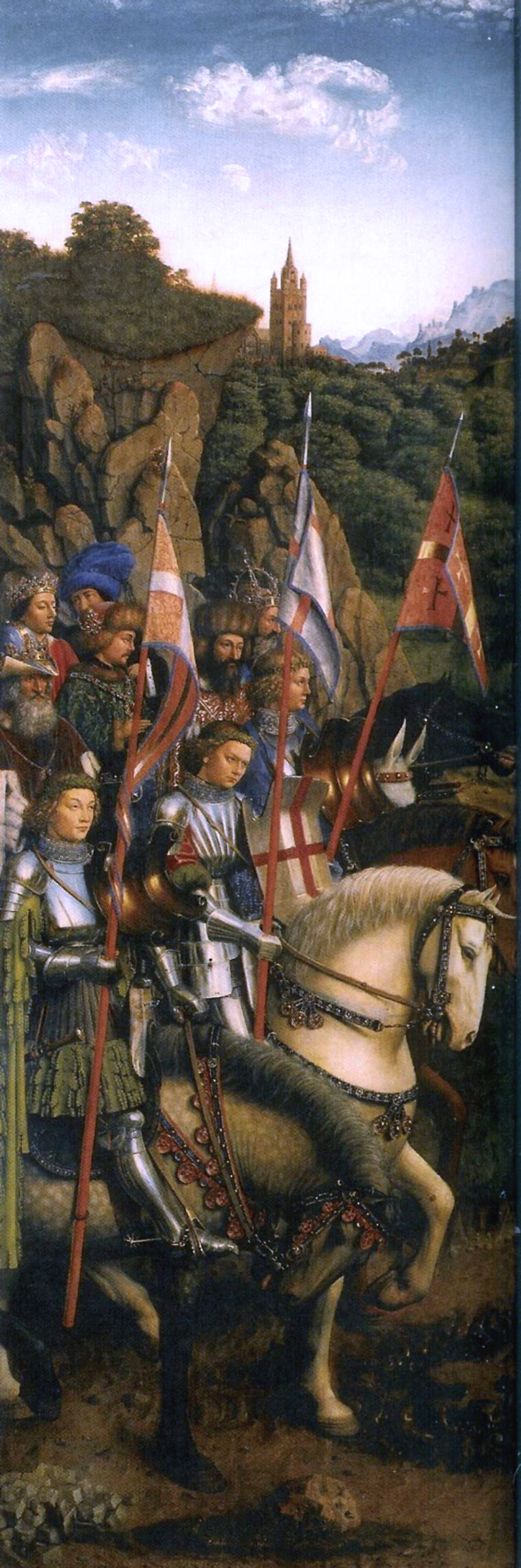
Рыцари на марше (фрагмент алтаря собора Св. Бавона в Генте, расписанного Яном ван Эйком)

Министериа́лы (лат. ministeriales, от лат. ministerium — должность) — в средневековой Европе (главным образом в Германии) представители мелкого рыцарства, владеющие небольшими земельными участками, на основе домениального права. Данные участки не являлись ленами, а министериалы не являлись вассалами своего господина в строгом смысле слова. Право министериалов на земельный участок возникает не на основе несения ими вассальной службы, а на основе занятия ими определённой должности на службе у своего господина (например, должности стольника, шенка и т. д.).
Одни и те же лица могли получать земли как на основе вассально-ленного права, так и на основе домениального права министериала.
Прослойка министериалов возникла в процессе освобождения и расширения привилегий нетитулованных служилых людей. Из оброчного населения можно было подняться в министериалы, получив должность при дворе сеньора, нести службу легковооружённого всадника, а затем, заслужив соответствующий бенефиций, перейти в тяжёлую конницу и стать рыцарем. Таким путём из среды несвободных выделился привилегированный класс дворовых слуг (vassi, servi ministeriales, pueri) при богатых феодалах. Министериалы несли не только военную, но также придворную, административную и хозяйственную службу.
В Германии министериалы с XI века составляли особое сословие динстманнов (Dienstmannen), стоявшее выше горожан и свободного сельского населения, тотчас позади свободных рыцарей. Признаком их несвободного состояния являлась невозможность бросить службу по желанию.
Особенное значение министериалы приобрели в Германии XII—XIV веков, добившись прав отдельного сословия, личной свободы и став одной из опор центральной власти в германских княжествах.
В XIII веке баварский закон, например, предусматривал, что министериалы не имели права занимать должности выше несущих обычную военную службу, только монарху и крупным феодалам (как светским, так и духовным) было разрешено сохранить при себе министериалов. В течение XII—XIV веков из министериалов формируется часть мелкопоместного дворянства, чему способствовала их рыцарская военная служба и довольно высокое положение в феодальном государстве. В XV веке министериалы составили ядро немецкого рыцарства (Ritterstand).
Министериалы монарха нередко сами превращались в крупных феодалов, теряя непосредственную связь с короной, вступали в сложную систему вассально-ленных отношений. Примером может служить один из могущественнейших министериалов империи Вернер фон Боллэнд: он являлся вассалом 43 различных сюзеренов, от которых получил в общей сложности более 500 ленов, в том числе 15 графств, и сам, в свою очередь, имел более 100 ленников. В то же время возвышались министериалы церкви и светских господ, которые также входили в ряды господствующего класса.
Известным представителем сословия министериалов был Герман фон Зальца, великий магистр Тевтонского ордена (1209—1239).